# Cantonul Montoir-de-Bretagne
Cantonul Montoir-de-Bretagne este un canton din arondismentul Saint-Nazaire, departamentul Loire-Atlantique, regiunea Pays de la Loire, Franța.

## Comune
- Donges
- Montoir-de-Bretagne (reședință)
- Saint-Malo-de-Guersac
- Trignac